# IC 1178
IC 1178 је елиптична галаксија у сазвјежђу Херкул која се налази на листи објеката дубоког неба у Индекс каталогу.
Деклинација објекта је + 17° 36' 7" а ректасцензија 16h 5m 33,0s. Привидна величина (магнитуда) објекта IC 1178 износи 14,2 а фотографска магнитуда 15,2. IC 1178 је још познат и под ознакама UGC 10188, MCG 3-41-97, CGCG 108-120, DRCG 34-40, ARP 172, VV 194, NPM1G +17.0583, PGC 57062.